# Teine-ku (Sapporo)
Teine-ku (jap. 手稲区) ist einer von zehn Stadtbezirken (ku) von Sapporo, der Hauptstadt der japanischen Präfektur Hokkaidō. Er ist 56,77 km² groß und liegt am nordwestlichen Stadtrand. Im Nordwesten grenzt er an die Stadt Otaru, im Nordosten an die Stadt Ishikari, im Osten an Kita-ku, im Süden an Nishi-ku und im Südwesten an Minami-ku.

## Geographie
Der Bezirk erstreckt sich 10,9 km in Ost-West-Richtung und 9,4 km in Nord-Süd-Richtung. Sein Name ist abgeleitet vom Wort teyne-i in der Ainu-Sprache, was mit „Moor“ oder „nasse Stelle“ übersetzt werden kann. Die südwestliche Hälfte von Teine-ku ist gebirgig. Höchste Erhebung ist der 1023 m hohe Teine-yama, sein Nebengipfel Okuteine-yama erreicht eine Höhe von 949 m. Am Teine, dessen Nordhang vom Wintersportgebiet Sapporo Teine genutzt wird, entspringen mehrere kleine Flüsse (Hoshioki, Kiraichi, Nigori, Santarubetsu, Tomioka). Sehenswert sind der Hoshioki-Wasserfall und der Otome-Wasserfall. Die nordöstliche Bezirkshälfte, die am Rand der weitläufigen Ishikari-Ebene liegt, ist weitgehend flach. Ganz im Norden reicht das Bezirksgebiet bis fast an die Küste des Japanischen Meers (die Entfernung beträgt rund 400 Meter). Die am Teine entspringenden Flüsse münden in den Shinkawa-Kanal, der zum Meer fließt.

## Geschichte
Die Gegend des heutigen Bezirks gehörte aufgrund der verkehrsgünstigen Lage zu den frühesten, die koordiniert von japanischen Kolonisten besiedelt wurde. Nach der Eröffnung einer Straße von der Küste in Richtung Chitose im Jahr 1857 ließen sich auf Anweisung des Magistraten von Hakodate Bauern nieder und begannen mit der Urbarmachung. Im Laufe der Zeit entstanden mehrere kleine Dörfer. 1880 eröffnete die staatliche Bahngesellschaft Kan’ei Horonai Tetsudō die Bahnstrecke zwischen Sapporo und dem Hafen von Otaru, im darauf folgenden Jahr den Bahnhof Teine. 1886/87 wurde der Shinkawa-Kanal gebaut, um die Ebene am Fuße des Teine-yama zu entwässern und besser für die Landwirtschaft nutzbar zu machen. 1902 schlossen sich Inamura, Teine und Yamaguchi zur Gemeinde Teine zusammen.
Von 1922 bis 1940 bestand eine 8,2 km lange, von Pferden gezogene Kleinbahn mit einer Spurweite von 762 mm, die Teine mit Ishikari verband. Der Mitsubishi-Konzern baute von 1935 bis 1971 im Teine-Bergwerk Gold, Silber, Kupfer und Zinn ab. 1951 erhielt die Gemeinde Teine den Status einer kreisangehörigen Stadt (machi). 1966 zählte sie 30.000 Einwohner und fusionierte ein Jahr später mit Sapporo. Verschiedene Wettbewerbe der Olympischen Winterspiele 1972 fanden am Teine-yama statt. Ab 1. April 1972 gehörte das frühere Stadtgebiet zum Bezirk Nishi-ku. Aufgrund des starken Bevölkerungswachstums schuf die Regierung am 6. November 1989 aus dessen nördlichem Teil den neuen Bezirk Teine-ku.

## Verkehr
Sowohl die Nationalstraße 5 als auch die Sasson-Autobahn durchqueren den Bezirk von Südosten nach Nordwesten. Beide verbinden Sapporo mit der Nachbarstadt Otaru. Ganz im Norden verläuft die Nationalstraße 337, die das Stadtgebiet von Sapporo großräumig umfährt.
Teine-ku wird durch die Hakodate-Hauptlinie erschlossen, der wichtigsten Bahnstrecke Hokkaidōs. An ihr liegen die Bahnhöfe Inazumikōen, Teine, Inaho, Hoshioki und Hoshimi. Der Bahnhof Teine ist auch ein bedeutender Knotenpunkt für zahlreiche Buslinien privater Unternehmen.

## Sehenswürdigkeiten
- Hoshioki-Wasserfall
- Maeda-Waldpark
- Otome-Wasserfall
- Teinenadumi-Park
- Wintersportgebiet Sapporo Teine

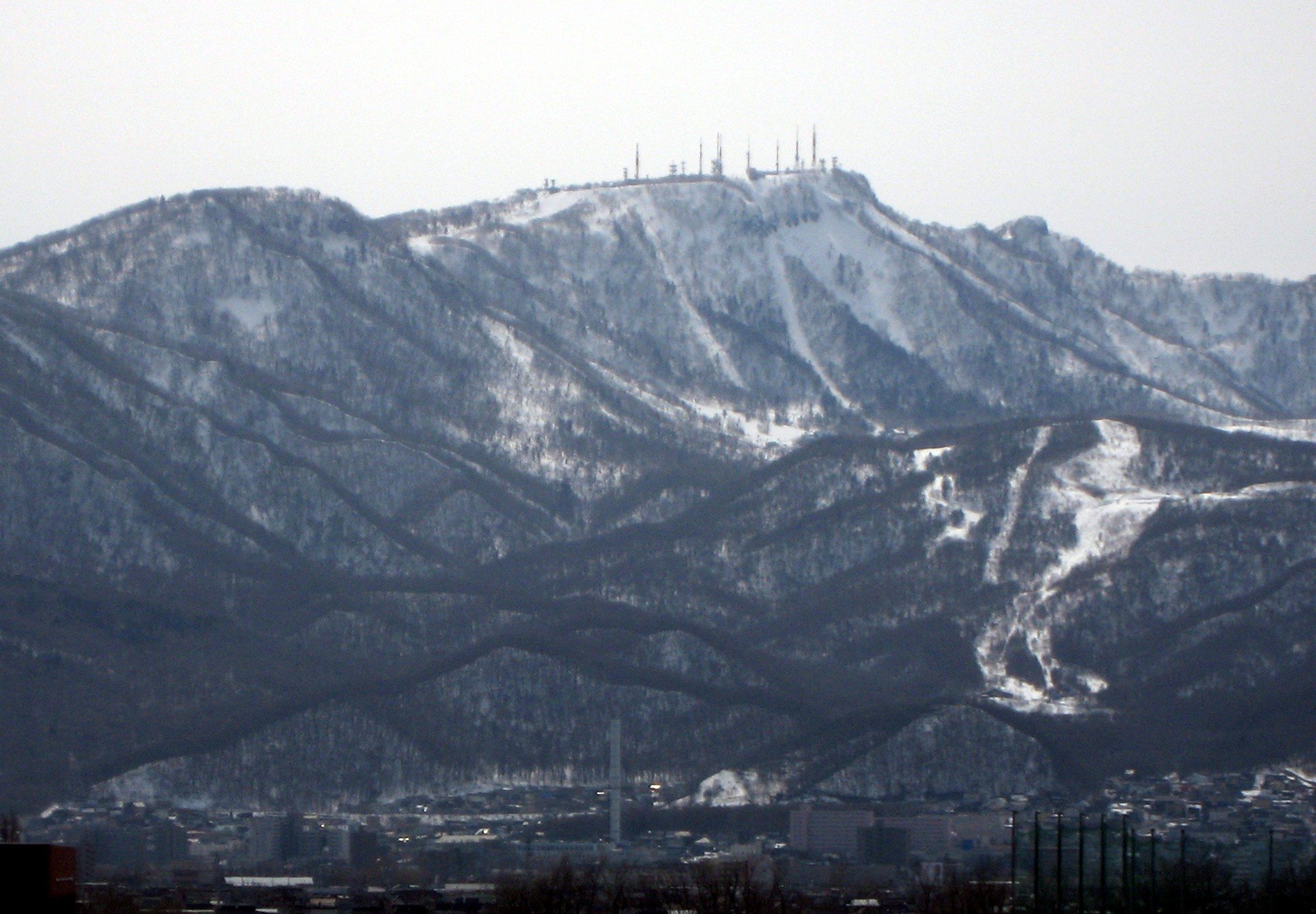
Teine-yama
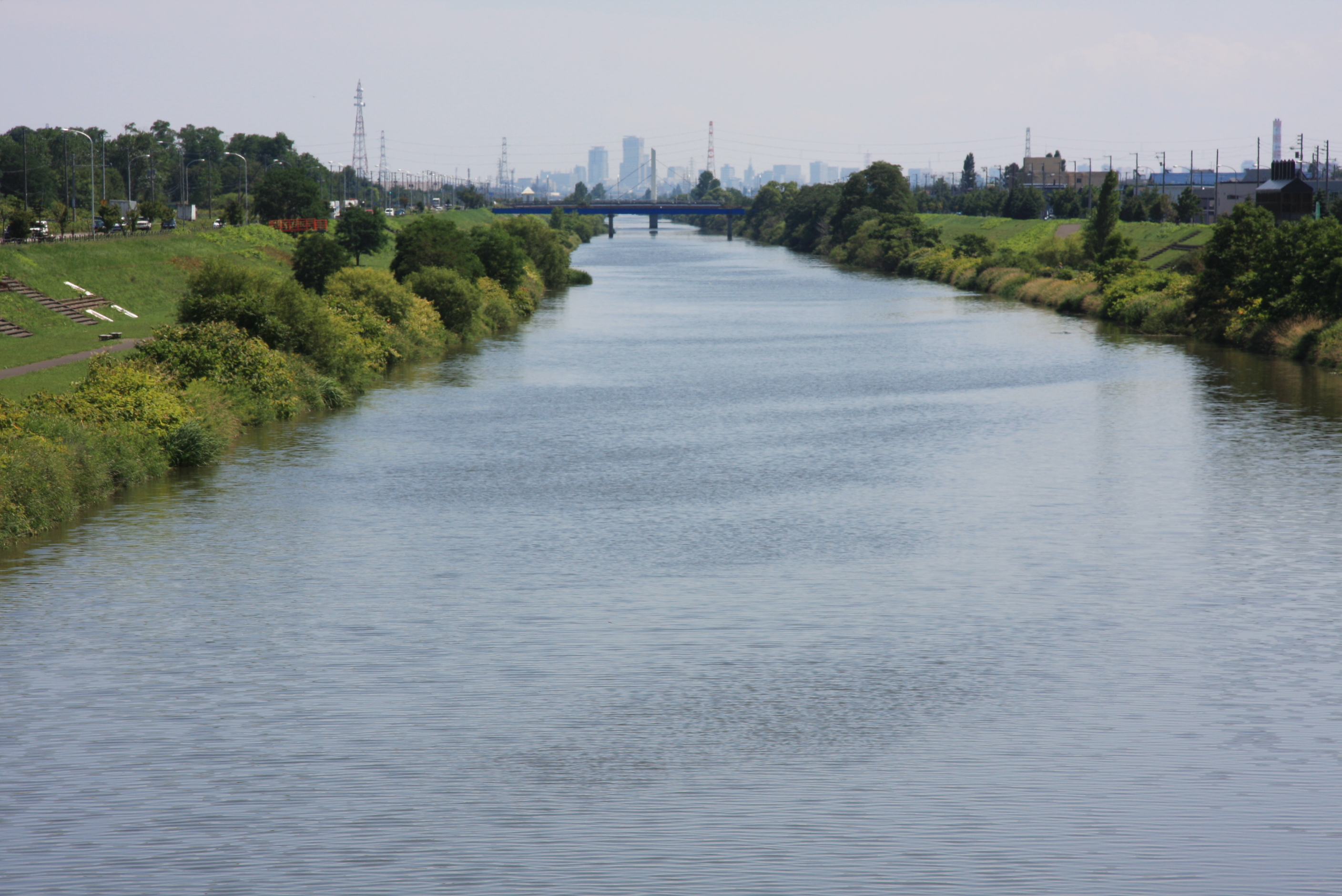
Shinkawa-Kanal
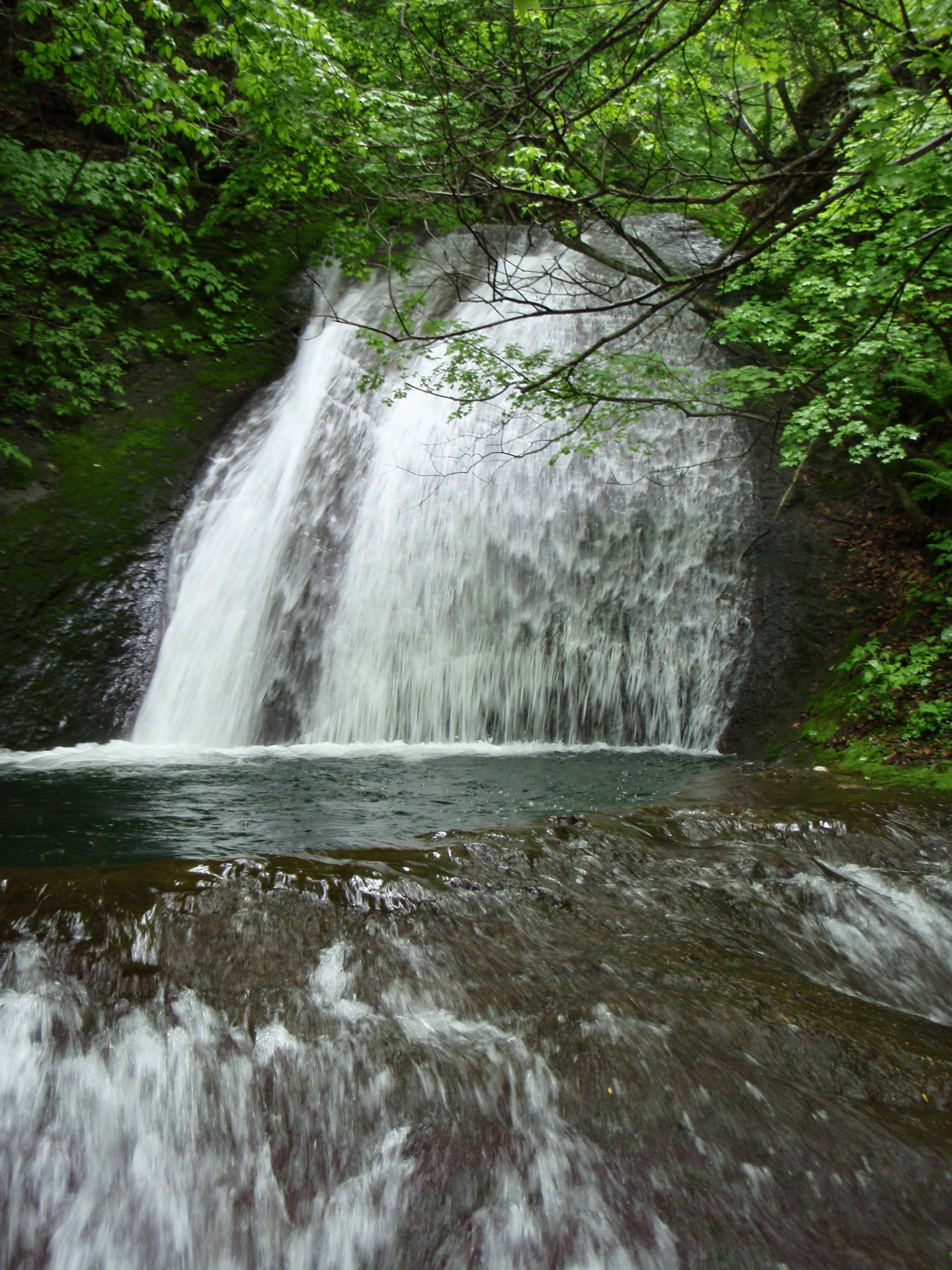
Otome-Wasserfall
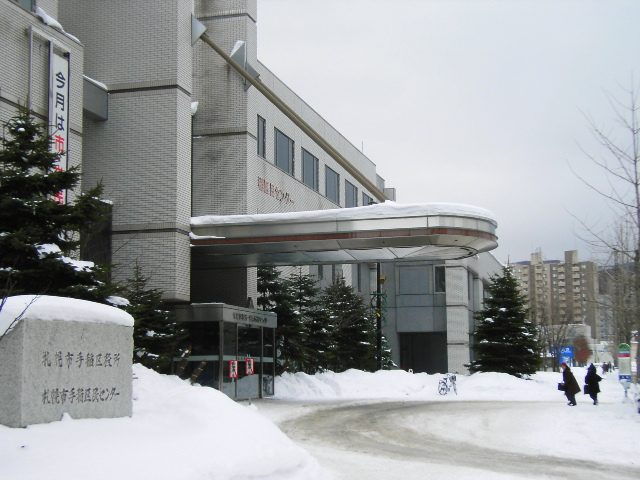
Rathaus von Teine-ku
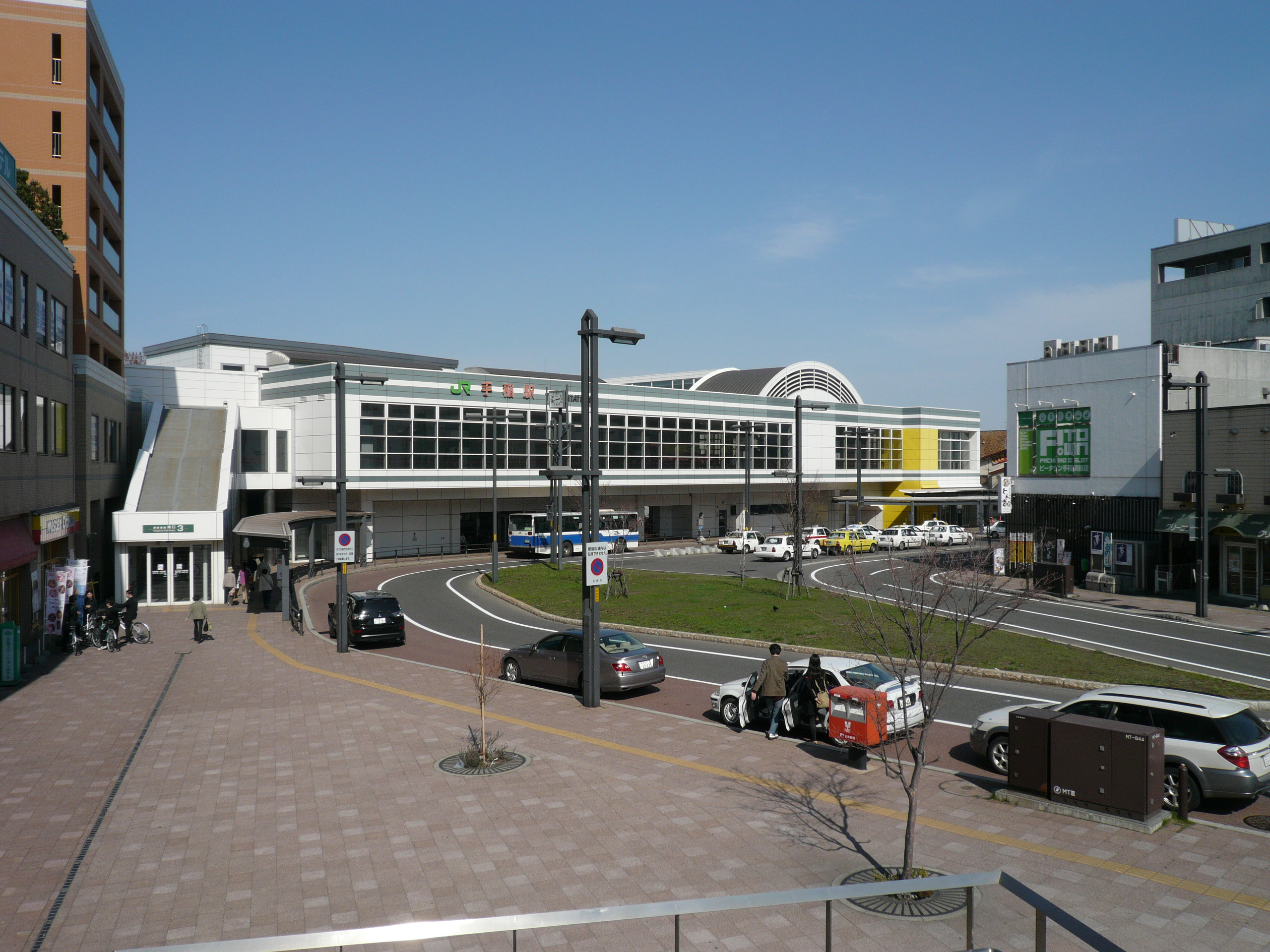
Bahnhof Teine
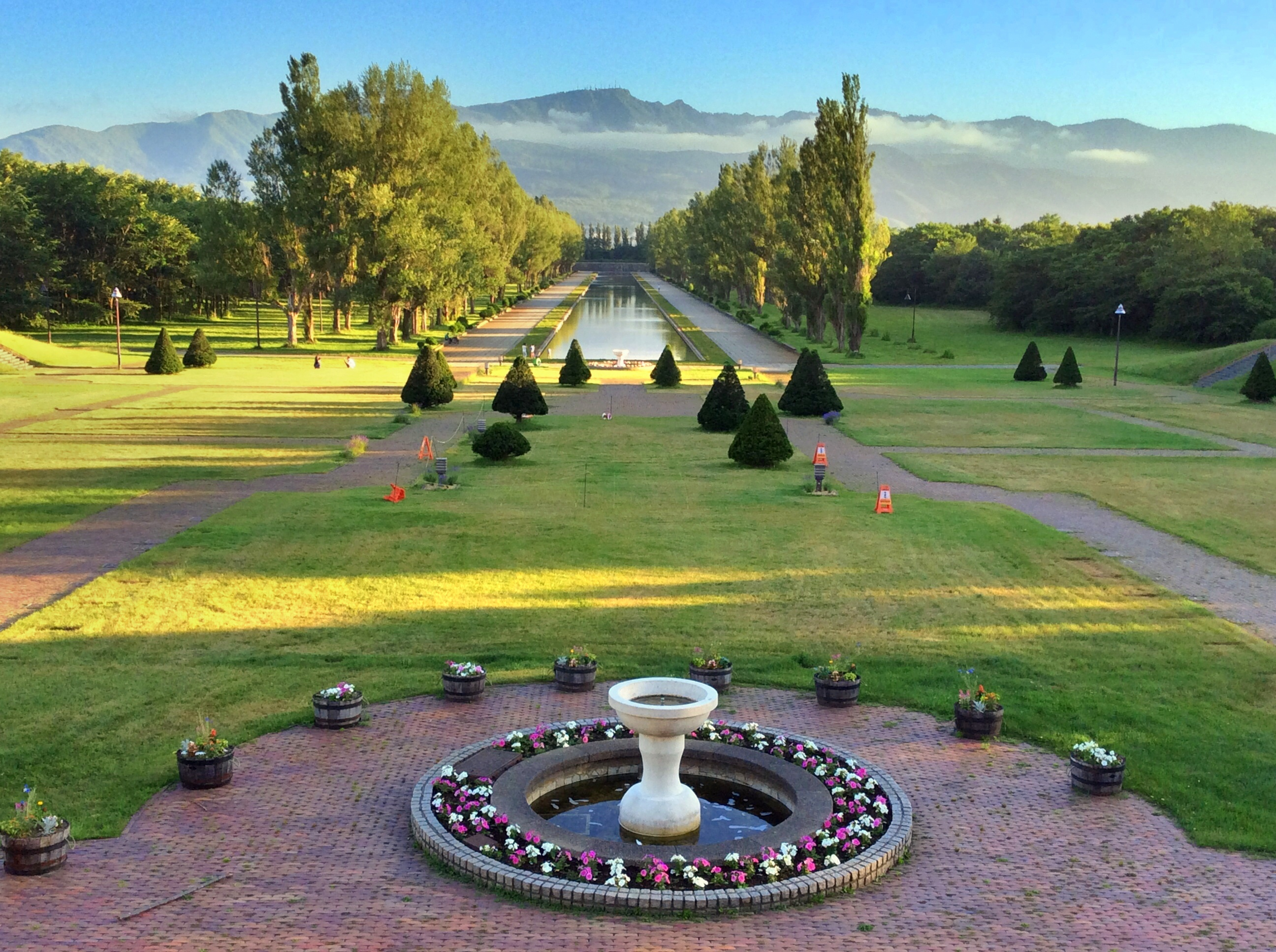
Maeda-Waldpark

## Bildung
- Naturwissenschaftliche Universität Hokkaidō